# Ludmiła Czernych
| Odkryte planetoidy: 267  | Odkryte planetoidy: 267 |
| ------------------------ | ----------------------- |
| (1737) Severny           | 13 października 1966    |
| (1771) Makover           | 24 stycznia 1968        |
| (1772) Gagarin           | 6 lutego 1968           |
| (1789) Dobrovolsky       | 19 sierpnia 1966        |
| (1790) Volkov            | 9 marca 1967            |
| (1792) Reni              | 24 stycznia 1968        |
| (1805) Dirikis           | 1 kwietnia 1970         |
| (1828) Kashirina         | 14 sierpnia 1966        |
| (1832) Mrkos             | 11 sierpnia 1969        |
| (1833) Shmakova          | 11 sierpnia 1969        |
| (1855) Korolev           | 8 października 1969     |
| (1856) Růžena            | 8 października 1969     |
| (1889) Pakhmutova        | 24 stycznia 1968        |
| (1890) Konoshenkova      | 6 lutego 1968           |
| (1956) Artek             | 8 października 1969     |
| (1957) Angara            | 1 kwietnia 1970         |
| (1975) Pikelner          | 11 sierpnia 1969        |
| (1976) Kaverin           | 1 kwietnia 1970         |
| (2008) Konstitutsiya     | 27 września 1973        |
| (2030) Belyaev           | 8 października 1969     |
| (2031) BAM               | 8 października 1969     |
| (2092) Sumiana           | 16 października 1969    |
| (2127) Tanya             | 29 maja 1971            |
| (2132) Zhukov            | 3 października 1975     |
| (2142) Landau            | 3 kwietnia 1972         |
| (2144) Marietta          | 18 stycznia 1975        |
| (2186) Keldysh           | 27 września 1973        |
| (2205) Glinka            | 27 września 1973        |
| (2212) Hephaistos        | 27 września 1978        |
| (2245) Hekatostos        | 24 stycznia 1968        |
| (2266) Tchaikovsky       | 12 listopada 1974       |
| (2273) Yarilo            | 6 marca 1975            |
| (2279) Barto             | 25 lutego 1968          |
| (2296) Kugultinov        | 18 stycznia 1975        |
| (2341) Aoluta            | 16 grudnia 1976         |
| (2352) Kurchatov         | 10 września 1969        |
| (2354) Lavrov            | 9 sierpnia 1978         |
| (2385) Mustel            | 11 listopada 1969       |
| (2386) Nikonov           | 19 września 1974        |
| (2419) Moldavia          | 19 września 1974        |
| (2446) Lunacharsky       | 14 października 1971    |
| (2448) Sholokhov         | 18 stycznia 1975        |
| (2457) Rublyov           | 3 października 1975     |
| (2467) Kollontai         | 14 sierpnia 1966        |
| (2468) Repin             | 8 października 1969     |
| (2480) Papanov           | 16 grudnia 1976         |
| (2489) Suvorov           | 11 lipca 1975           |
| (2530) Shipka            | 9 lipca 1978            |
| (2540) Blok              | 13 października 1971    |
| (2551) Decabrina         | 16 grudnia 1976         |
| (2561) Margolin          | 8 października 1969     |
| (2609) Kiril-Metodi      | 9 sierpnia 1978         |
| (2669) Shostakovich      | 16 grudnia 1976         |
| (2692) Chkalov           | 16 grudnia 1976         |
| (2699) Kalinin           | 16 grudnia 1976         |
| (2755) Avicenna          | 26 września 1973        |
| (2756) Dzhangar          | 19 września 1974        |
| (2807) Karl Marx         | 15 października 1969    |
| (2833) Radishchev        | 9 sierpnia 1978         |
| (2837) Griboedov         | 13 października 1971    |
| (2877) Likhachev         | 8 października 1969     |
| (2894) Kakhovka          | 27 września 1978        |
| (2907) Nekrasov          | 3 października 1975     |
| (2931) Mayakovsky        | 16 października 1969    |
| (2948) Amosov            | 8 października 1969     |
| (2965) Surikov           | 18 stycznia 1975        |
| (2977) Chivilikhin       | 19 września 1974        |
| (2998) Berendeya         | 3 października 1975     |
| (3010) Ushakov           | 27 września 1978        |
| (3052) Herzen            | 16 grudnia 1976         |
| (3126) Davydov           | 8 października 1969     |
| (3127) Bagration         | 27 września 1973        |
| (3147) Samantha          | 16 grudnia 1976         |
| (3232) Brest             | 19 września 1974        |
| (3273) Drukar            | 3 października 1975     |
| (3321) Dasha             | 3 października 1975     |
| (3332) Raksha            | 4 lipca 1978            |
| (3384) Daliya            | 19 września 1974        |
| (3429) Chuvaev           | 19 września 1974        |
| (3441) Pochaina          | 8 października 1969     |
| (3483) Svetlov           | 16 grudnia 1976         |
| (3523) Arina             | 3 października 1975     |
| (3577) Putilin           | 7 października 1969     |
| (3588) Kirik             | 8 października 1981     |
| (3608) Kataev            | 27 września 1978        |
| (3659) Bellingshausen    | 8 października 1969     |
| (3681) Boyan             | 27 sierpnia 1974        |
| (3702) Trubetskaya       | 3 lipca 1970            |
| (3703) Volkonskaya       | 9 sierpnia 1978         |
| (3719) Karamzin          | 16 grudnia 1976         |
| (3747) Belinskij         | 5 listopada 1975        |
| (3770) Nizami            | 24 sierpnia 1974        |
| (3804) Drunina           | 8 października 1969     |
| (3890) Bunin             | 18 grudnia 1976         |
| (3963) Paradzhanov       | 8 października 1969     |
| (3967) Shekhtelia        | 16 grudnia 1976         |
| (3968) Koptelov          | 8 października 1978     |
| (4022) Nonna             | 8 października 1981     |
| (4135) Svetlanov         | 14 sierpnia 1966        |
| (4164) Shilov            | 16 października 1969    |
| (4174) Pikulia           | 16 września 1982        |
| (4184) Berdyayev         | 8 października 1969     |
| (4195) Esambaev          | 19 września 1982        |
| (4196) Shuya             | 16 września 1982        |
| (4229) Plevitskaya       | 22 stycznia 1971        |
| (4235) Tatishchev        | 27 września 1978        |
| (4244) Zakharchenko      | 7 października 1981     |
| (4286) Rubtsov           | 8 sierpnia 1988         |
| (4304) Geichenko         | 27 września 1973        |
| (4361) Nezhdanova        | 9 października 1977     |
| (4371) Fyodorov          | 10 kwietnia 1983        |
| (4426) Roerich           | 15 października 1969    |
| (4437) Yaroshenko        | 10 kwietnia 1983        |
| (4449) Sobinov           | 3 września 1987         |
| (4485) Radonezhskij      | 27 sierpnia 1987        |
| (4537) Valgrirasp        | 2 września 1987         |
| (4560) Klyuchevskij      | 16 grudnia 1976         |
| (4594) Dashkova          | 17 maja 1980            |
| (4605) Nikitin           | 18 września 1987        |
| (4616) Batalov           | 17 stycznia 1975        |
| (4622) Solovjova         | 16 listopada 1979       |
| (4623) Obraztsova        | 24 października 1981    |
| (4681) Ermak             | 8 października 1969     |
| (4682) Bykov             | 27 września 1973        |
| (4758) Hermitage         | 27 września 1978        |
| (4762) Dobrynya          | 16 września 1982        |
| (4810) Ruslanova         | 14 kwietnia 1972        |
| (4869) Piotrovsky        | 26 października 1989    |
| (4879) Zykina            | 12 listopada 1974       |
| (4880) Tovstonogov       | 14 października 1975    |
| (4915) Solzhenitsyn      | 8 października 1969     |
| (4918) Rostropovich      | 24 sierpnia 1974        |
| (4919) Vishnevskaya      | 19 września 1974        |
| (4926) Smoktunovskij     | 16 września 1982        |
| (4944) Kozlovskij        | 2 września 1987         |
| (4980) Magomaev          | 19 września 1974        |
| (4981) Sinyavskaya       | 12 listopada 1974       |
| (5014) Gorchakov         | 19 września 1974        |
| (5043) Zadornov          | 19 września 1974        |
| (5055) Opekushin         | 13 sierpnia 1986        |
| (5076) Lebedev-Kumach    | 26 września 1973        |
| (5078) Solovjev-Sedoj    | 19 września 1974        |
| (5091) Isakovskij        | 25 września 1981        |
| (5104) Skripnichenko     | 7 września 1986         |
| (5154) Leonov            | 8 października 1969     |
| (5158) Ogarev            | 16 grudnia 1976         |
| (5300) Sats              | 19 września 1974        |
| (5315) Bal'mont          | 16 września 1982        |
| (5359) Markzakharov      | 24 sierpnia 1974        |
| (5361) Goncharov         | 16 grudnia 1976         |
| (5385) Kamenka           | 3 października 1975     |
| (5483) Cherkashin        | 17 października 1990    |
| (5612) Nevskij           | 3 października 1975     |
| (5613) Donskoj           | 16 grudnia 1976         |
| (5675) Evgenilebedev     | 7 września 1986         |
| (5711) Eneev             | 27 września 1978        |
| (5795) Roshchina         | 27 września 1978        |
| (5807) Mshatka           | 30 sierpnia 1986        |
| (5827) Letunov           | 15 listopada 1990       |
| (5857) Neglinka          | 3 października 1975     |
| (5858) Borovitskia       | 28 września 1978        |
| (5940) Feliksobolev      | 8 października 1981     |
| (5955) Khromchenko       | 2 września 1987         |
| (6110) Kazak             | 4 lipca 1978            |
| (6113) Tsap              | 16 września 1982        |
| (6121) Plachinda         | 2 września 1987         |
| (6161) Vojno-Yasenetsky  | 14 października 1971    |
| (6166) Univsima          | 27 września 1978        |
| (6180) Bystritskaya      | 8 sierpnia 1986         |
| (6232) Zubitskia         | 19 września 1985        |
| (6355) Univermoscow      | 15 października 1969    |
| (6374) Beslan            | 8 sierpnia 1986         |
| (6432) Temirkanov        | 3 października 1975     |
| (6511) Furmanov          | 27 sierpnia 1987        |
| (6538) Muraviov          | 25 września 1981        |
| (6547) Vasilkarazin      | 2 września 1987         |
| (6573) Magnitskij        | 19 września 1974        |
| (6589) Jankovich         | 19 września 1985        |
| (6591) Sabinin           | 7 września 1986         |
| (6619) Kolya             | 27 września 1973        |
| (6679) Gurzhij           | 16 października 1969    |
| (6755) Solov'yanenko     | 16 grudnia 1976         |
| (6764) Kirillavrov       | 7 października 1981     |
| (6783) Gulyaev           | 24 września 1990        |
| (6784) Bogatikov         | 28 października 1990    |
| (6890) Savinykh          | 3 września 1975         |
| (6942) Yurigulyaev       | 16 grudnia 1976         |
| (7370) Krasnogolovets    | 27 września 1978        |
| (7457) Veselov           | 16 września 1982        |
| (7468) Anfimov           | 17 października 1990    |
| (7469) Krikalev          | 15 listopada 1990       |
| (7726) Olegbykov         | 27 sierpnia 1974        |
| (7730) Sergerasimov      | 4 lipca 1978            |
| (7869) Pradun            | 2 września 1987         |
| (7924) Simbirsk          | 6 sierpnia 1986         |
| (7978) Niknesterov       | 27 września 1978        |
| (8132) Vitginzburg       | 18 grudnia 1976         |
| (8244) Mikolaichuk       | 3 października 1975     |
| (8444) Popovich          | 8 października 1969     |
| (8608) Chelomey          | 16 grudnia 1976         |
| (8839) Novichkova        | 24 października 1989    |
| (8985) Tula              | 9 sierpnia 1978         |
| (9146) Tulikov           | 16 grudnia 1976         |
| (9150) Zavolokin         | 27 września 1978        |
| (9154) Kol'tsovo         | 16 września 1982        |
| (9167) Kharkiv           | 18 września 1987        |
| (9168) Sarov             | 18 września 1987        |
| (9176) Struchkova        | 15 listopada 1990       |
| (9516) Inasan            | 16 grudnia 1976         |
| (9549) Akplatonov        | 19 września 1985        |
| (9565) Tikhonov          | 18 września 1987        |
| (9566) Rykhlova          | 18 września 1987        |
| (9609) Ponomarevalya     | 26 sierpnia 1992        |
| (9718) Gerbefremov       | 16 grudnia 1976         |
| (9733) Valtikhonov       | 19 września 1985        |
| (9933) Alekseev          | 19 września 1985        |
| (10001) Palermo          | 8 października 1969     |
| (10002) Bagdasarian      | 8 października 1969     |
| (10007) Malytheatre      | 16 grudnia 1976         |
| (10010) Rudruna          | 9 sierpnia 1978         |
| (10015) Valenlebedev     | 27 września 1978        |
| (10023) Vladifedorov     | 17 listopada 1979       |
| (10054) Solomin          | 17 września 1987        |
| (10262) Samoilov         | 3 października 1975     |
| (10286) Shnollia         | 16 września 1982        |
| (10459) Vladichaika      | 27 września 1978        |
| (10992) Veryuslaviya     | 19 września 1974        |
| (11016) Borisov          | 16 września 1982        |
| (11027) Astaf'ev         | 7 września 1986         |
| (11480) Velikij Ustyug   | 7 września 1986         |
| (11782) Nikolajivanov    | 8 października 1969     |
| (11824) Alpaidze         | 16 września 1982        |
| (12190) Sarkisov         | 27 września 1978        |
| (12219) Grigor'ev        | 19 września 1982        |
| (12664) Sonisenia        | 27 września 1978        |
| (13477) Utkin            | 5 listopada 1975        |
| (13479) Vet              | 8 października 1977     |
| (13480) Potapov          | 9 sierpnia 1978         |
| (13904) Univinnitsa      | 3 października 1975     |
| (13922) Kremenia         | 19 września 1985        |
| (14339) Knorre           | 10 kwietnia 1983        |
| (14789) GAISH            | 8 października 1969     |
| (14834) Isaev            | 17 września 1987        |
| (15199) Rodnyanskaya     | 19 września 1974        |
| (15212) Yaroslavl'       | 17 listopada 1979       |
| (15669) Pshenichner      | 19 września 1974        |
| (15675) Goloseevo        | 27 września 1978        |
| (15676) Almoisheev       | 8 października 1978     |
| (15702) Olegkotov        | 2 września 1987         |
| (16395) Ioannpravednyj   | 23 października 1981    |
| (16407) Oiunskij         | 19 września 1985        |
| (16515) Usman’grad       | 15 listopada 1990       |
| (16516) Efremlevitan     | 15 listopada 1990       |
| (17358) Lozino-Lozinskij | 27 września 1978        |
| (18285) Vladplatonov     | 14 kwietnia 1972        |
| (18287) Verkin           | 3 października 1975     |
| (18293) Pilyugin         | 27 września 1978        |
| (18294) Rudenko          | 27 września 1978        |
| (19919) Pogorelov        | 8 października 1977     |
| (19962) Martynenko       | 7 września 1986         |
| (23402) Turchina         | 8 października 1969     |
| (24604) Vasilermakov     | 27 września 1973        |
| (24648) Evpatoria        | 19 września 1985        |
| (24649) Balaklava        | 19 września 1985        |
| (29081) Krymradio        | 27 września 1978        |
| (32735) Strekalov        | 27 września 1978        |
| (43783) Svyatitelpyotr   | 24 października 1989    |
| 1. 2.                    |                         |

Ludmiła Iwanowna Czernych (ros. Людмила Ивановна Черных, ur. 13 czerwca 1935 w Szui, zm. 28 lipca 2017) – radziecka i rosyjska astronom, odkrywczyni 267 planetoid (250 samodzielnie oraz 17 wspólnie z innymi astronomami). Współpracowała z mężem Nikołajem Czernychem. Planetoida (2325) Chernykh nosi ich nazwisko. Odkryła m.in. planetoidy (2212) Hephaistos w grupie Apolla i (3147) Samantha.